# Zabłocie (województwo wielkopolskie)
Zabłocie – wieś w Polsce położona w województwie wielkopolskim, w powiecie kolskim, w gminie Grzegorzew.
| SIMC    | Nazwa   | Rodzaj    |
| ------- | ------- | --------- |
| 0285356 | Janówek | część wsi |
| 0285340 | Widów   | część wsi |

W latach 1975–1998 miejscowość należała administracyjnie do województwa konińskiego.